# Lepeophtheirus hexagrammi
Lepeophtheirus hexagrammi är en kräftdjursart som beskrevs av Gusev 1951. Lepeophtheirus hexagrammi ingår i släktet Lepeophtheirus och familjen Caligidae. Inga underarter finns listade i Catalogue of Life.